# ليزا ويبورن
ليزا ويبورن (بالإنجليزية: Lisa Whybourn)‏ مواليد 11 مايو 1991 في المملكة المتحدة، هي لاعبة كرة مضرب بريطانية. أعلى تصنيف لها في الفردي كان المركز الـ 250 في سنة 2013. أعلى تصنيف لها في الزوجي كان المركز الـ 386 في سنة 2012.

## النهائيات

### الفردي (0–4)
| الحصيلة | الرقم | التاريخ       | الدورة            | الأرضية | المنافس           | النتيجة                 |
| ------- | ----- | ------------- | ----------------- | ------- | ----------------- | ----------------------- |
| الوصافة | 1.    | 27 أبريل 2010 | بورنموث           | ترابية  | رومانا تاباك      | 1–6, 7–6(9–7), 6–7(4–7) |
| الوصافة | 2.    | 26 مايو 2012  | أستانا، كازاخستان | صلبة    | ليودميلا كيتشينوك | 6–4, 4–6, 2–6           |
| الوصافة | 3.    | 28 أبريل 2013 | بوكيت، تايلاند    | صلبة    | لوكسيكا كومخوم    | 0–6, 5–7                |
| الوصافة | 4.    | 1 نوفمبر 2015 | شرم الشيخ، مصر    | صلبة    | إميلي أرباتهنوت   | 6–3, 1–6, 7–6(3–7)      |

## روابط خارجية
- ليزا ويبورن على موقع رابطة محترفات التنس (الإنجليزية)
- ليزا ويبورن على موقع الاتحاد الدولي لكرة المضرب (الإنجليزية)
- ليزا ويبورن على موقع خلاصة التنس.كوم (الإنجليزية)
- ليزا ويبورن على موقع إي إس بي إن.كوم (الإنجليزية)